# European Rugby Champions Cup (2021/2022)
European Rugby Champions Cup 2021/2022 (ze względów sponsorskich Heineken Champions Cup 2021/2022) – dwudziesty siódmy sezon najbardziej prestiżowych rozgrywek klubowych w rugby union w Europie (a ósmy od czasu przekształcenia w European Rugby Champions Cup). Ich organizatorem jest European Professional Club Rugby. Zwycięzcą rozgrywek została francuska drużyna La Rochelle, która zdobyła to trofeum pierwszy raz w historii. W rozegranym w Marsylii finale pokonała ona inną irlandzkę ekipę Leinster.

## Uczestnicy i system rozgrywek
W rozgrywkach uczestniczyły 24 drużyny klubowe z pięciu krajów europejskich – uczestników Pucharu Sześciu Narodów z wyjątkiem Włoch. Automatyczną kwalifikację do udziału w rozgrywkach otrzymało po 8 najlepszych drużyn z poprzedniego sezonu rozgrywek angielskiej ligi Premiership, francuskiej ligi Top 14 oraz międzynarodowej ligi Pro14 (w tym przypadku – po cztery najlepsze z każdej z dwóch konferencji).
Uczestnicy rozgrywek:
| Koszyk   | Premiership                             | Top 14                        | Pro14                        |
| -------- | --------------------------------------- | ----------------------------- | ---------------------------- |
| koszyk 1 | - Harlequins - Exeter Chiefs            | - Tuluza - La Rochelle        | - Leinster - Munster         |
| koszyk 2 | - Bristol Bears - Sale Sharks           | - Racing 92 - Bordeaux Bègles | - Ulster - Connacht          |
| koszyk 3 | - Northampton Saints - Leicester Tigers | - Clermont - Stade Français   | - Scarlets - Ospreys         |
| koszyk 4 | - Bath - Wasps                          | - Castres - Montpellier       | - Cardiff - Glasgow Warriors |

Przed losowaniem grup drużyny sklasyfikowano w liczących po sześć zespołów koszykach na podstawie lokat uzyskanych w rozgrywkach swoich lig poprzedniego sezonu. W pierwszej fazie drużyny podzielono na dwie grupy liczące po dwanaście drużyn – z każdego koszyka mogła trafić do jednej grupy tylko jedna drużyna z danej ligi. Każda drużyna w fazie grupowej miała rozegrać cztery spotkania – każda drużyna z koszyka 1 miała grać z drużynami z koszyka 4 z tej samej grupy (z wyjątkiem drużyny, która pochodzi z tej samej ligi co ona) i analogicznie: każda drużyna z koszyka 2 z drużynami z koszyka 3, każda drużyna z koszyka 3 z drużynami z koszyka 2 oraz każda drużyna z koszyka 4 z drużynami z koszyka 1. To oznaczało, że każda drużyna w fazie grupowej miała zagrać dwukrotnie z dwoma drużynami z innych lig (mecz i rewanż). Osiem najlepszych drużyn z każdej grupy awansowało do drugiej fazy rozgrywek, która toczyła się w systemie pucharowym (1/8 finału, ćwierćfinały, półfinały i finał). W 1/8 finału drużyny rozgrywały dwumecze (mecz i rewanż), a w ćwierćfinałach, półfinałach i finale tylko po jednym spotkaniu. Ćwierćfinały były rozgrywane na stadionach drużyn wyżej sklasyfikowanych w fazie grupowej, natomiast półfinały na stadionach wskazanych przez organizatora rozgrywek, ale znajdujących się w kraju, z którego pochodził wyżej sklasyfikowany w fazie grupowej uczestnik spotkania.
W fazie grupowej drużyny otrzymywały 4 punkty za zwycięstwo, 2 punkty za remis i 0 punktów w przypadku porażki. Ponadto dostawały punkty bonusowe: 1 punkt za zdobycie co najmniej 4 przyłożeń w meczu (niezależnie od wyniku) i 1 punkt za porażkę różnicą najwyżej 7 punktów. W przypadku równej liczby punktów meczowych o wyższym miejscu w tabeli grupy miały decydować kolejno: lepszy bilans punktów, większa liczba przyłożeń, mniejsza liczba kar indywidualnych (żółtych i czerwonych kartek) i losowanie. W fazie pucharowej (z wyjątkiem pierwszych meczów 1/8 finału) w przypadku równego stosunku punktów rozgrywana była dogrywka – jeśli ona nie przyniosła rozstrzygnięcia, decydowały kolejno większa liczba przyłożeń, a następnie konkurs rzutów karnych.

## Faza grupowa
Losowanie grup odbyło się w Lozannie 21 lipca 2021.
Podział drużyn na grupy:
| Koszyk   | Grupa 1                                   | Grupa 2                                        |
| -------- | ----------------------------------------- | ---------------------------------------------- |
| koszyk 1 | - La Rochelle - Exeter Chiefs - Leinster  | - Tuluza - Harlequins - Munster                |
| koszyk 2 | - Racing 92 - Sale Sharks - Ulster        | - Bordeaux Bègles - Bristol Bears - Connacht   |
| koszyk 3 | - Clermont - Northampton Saints - Ospreys | - Stade Français - Leicester Tigers - Scarlets |
| koszyk 4 | - Montpellier - Bath - Glasgow Warriors   | - Castres - Wasps - Cardiff                    |

Spotkania fazy grupowej zaplanowano w następujących terminach: 10–12 i 17–19 grudnia 2021 oraz 14–16 i 21–23 stycznia 2022.

### Grupa A
Wyniki spotkań:
- I kolejka:
  - Northampton Saints – Racing 92 14:45
  - Leinster – Bath 45:20
  - Clermont – Ulster 23:29
  - Exeter Chiefs – Montpellier 42:6
  - Ospreys – Sale Sharks 13:21
  - La Rochelle – Glasgow Warriors 20:13
- II kolejka:
  - Montpellier – Leinster 28:0 (walkower)
  - Racing 92 – Ospreys 28:0 (walkower)
  - Ulster – Northampton Saints 27:22
  - Bath – La Rochelle 0:0 (obustronny walkower)
  - Sale Sharks – Clermont 0:0 (obustronny walkower)
  - Glasgow Warriors – Exeter Chiefs 22:7
- III kolejka:
  - Ospreys – Racing 92 10:45
  - Exeter Chiefs – Glasgow Warriors 52:17
  - La Rochelle – Bath 39:21
  - Leinster – Montpellier 89:7
  - Northampton Saints – Ulster 20:24
  - Clermont – Sale Sharks 25:19
- IV kolejka:
  - Racing 92 – Northampton Saints 28:0 (walkower)
  - Bath – Leinster 7:64
  - Ulster – Clermont 34:31
  - Glasgow Warriors – La Rochelle 30:38
  - Sale Sharks – Ospreys 49:10
  - Montpellier – Exeter Chiefs 37:26

Tabela (w kolorze zielonym wiersze z drużynami, które awansowały do fazy pucharowej; w kolorze niebieskim wiersze z drużynami, które awansowały do fazy pucharowej Challenge Cup):
| Pozycja | Drużyna            | Mecze | Wygrane | Remisy | Porażki | Bilans punktów | Bilans przyłożeń | Punkty bonusowe | Punkty razem |
| ------- | ------------------ | ----- | ------- | ------ | ------- | -------------- | ---------------- | --------------- | ------------ |
| 1.      | Racing 92          | 4     | 4       | 0      | 0       | 126:34         | 16:3             | 3               | 19           |
| 2.      | Ulster             | 4     | 4       | 0      | 0       | 114:96         | 15:9             | 3               | 19           |
| 3.      | La Rochelle        | 4     | 3       | 1      | 0       | 97:64          | 11:7             | 2               | 16           |
| 4.      | Leinster           | 4     | 3       | 0      | 1       | 198:62         | 30:8             | 3               | 15           |
| 5.      | Sale Sharks        | 4     | 2       | 1      | 1       | 89:48          | 13:5             | 2               | 12           |
| 6.      | Exeter Chiefs      | 4     | 2       | 0      | 2       | 127:82         | 19:7             | 3               | 11           |
| 7.      | Montpellier        | 4     | 2       | 0      | 2       | 78:157         | 9:23             | 2               | 10           |
| 8.      | Clermont           | 4     | 1       | 1      | 2       | 79:82          | 8:10             | 2               | 8            |
| 9.      | Glasgow Warriors   | 4     | 1       | 0      | 3       | 82:117         | 7:15             | 1               | 5            |
| 10.     | Northampton Saints | 4     | 0       | 0      | 4       | 56:124         | 6:17             | 2               | 2            |
| 11.     | Bath               | 4     | 0       | 1      | 3       | 48:148         | 6:22             | 0               | 2            |
| 12.     | Ospreys            | 4     | 0       | 0      | 4       | 33:123         | 3:17             | 0               | 0            |

### Grupa B
Wyniki spotkań:
- I kolejka:
  - Bristol Bears – Scarlets 28:0 (walkower)
  - Cardiff – Tuluza 7:39
  - Bordeaux Bègles – Leicester Tigers 13:16
  - Connacht – Stade Français 36:9
  - Wasps – Munster 14:35
  - Castres – Harlequins 18:20
- II kolejka:
  - Harlequins – Cardiff 43:17
  - Munster – Castres 19:13
  - Scarlets – Bordeaux Bègles 0:0 (obustronny walkower)
  - Leicester Tigers – Connacht 29:23
  - Tuluza – Wasps 0:0 (obustronny walkower)
  - Stade Français – Bristol Bears 0:0 (obustronny walkower)
- III kolejka:
  - Castres – Munster 13:16
  - Cardiff – Harlequins 33:36
  - Wasps – Tuluza 30:22
  - Connacht – Leicester Tigers 28:29
  - Bristol Bears – Stade Français 28:17
  - Bordeaux Bègles – Scarlets 45:10
- IV kolejka:
  - Tuluza – Cardiff 0:28 (walkower)
  - Leicester Tigers – Bordeaux Bègles 28:0 (walkower)
  - Harlequins – Castres 36:33
  - Scarlets – Bristol Bears 21:52
  - Stade Français – Connacht 37:31
  - Munster – Wasps 45:7

Tabela  (w kolorze zielonym wiersze z drużynami, które awansowały do fazy pucharowej; w kolorze niebieskim wiersze z drużynami, które awansowały do fazy pucharowej Challenge Cup):
| Pozycja | Drużyna          | Mecze | Wygrane | Remisy | Porażki | Bilans punktów | Bilans przyłożeń | Punkty bonusowe | Punkty razem |
| ------- | ---------------- | ----- | ------- | ------ | ------- | -------------- | ---------------- | --------------- | ------------ |
| 1.      | Leicester Tigers | 4     | 4       | 0      | 0       | 102:64         | 14:7             | 3               | 19           |
| 2.      | Harlequins       | 4     | 4       | 0      | 0       | 135:101        | 18:15            | 3               | 19           |
| 3.      | Munster          | 4     | 4       | 0      | 0       | 115:47         | 12:5             | 2               | 18           |
| 4.      | Bristol Bears    | 4     | 3       | 1      | 0       | 108:38         | 16:4             | 3               | 17           |
| 5.      | Connacht         | 4     | 1       | 0      | 3       | 118:104        | 16:14            | 6               | 10           |
| 6.      | Bordeaux Bègles  | 4     | 1       | 1      | 2       | 58:54          | 8:7              | 2               | 8            |
| 7.      | Tuluza           | 4     | 1       | 1      | 2       | 61:65          | 8:8              | 1               | 7            |
| 8.      | Stade Français   | 4     | 1       | 1      | 2       | 63:95          | 7:14             | 1               | 7            |
| 9.      | Cardiff          | 4     | 1       | 0      | 3       | 85:118         | 13:16            | 3               | 7            |
| 10.     | Wasps            | 4     | 1       | 1      | 2       | 51:102         | 6:13             | 0               | 6            |
| 11.     | Castres          | 4     | 0       | 0      | 4       | 77:91          | 9:9              | 5               | 5            |
| 12.     | Scarlets         | 4     | 0       | 1      | 3       | 31:125         | 4:19             | 0               | 2            |

## Faza pucharowa
Spotkania w fazie pucharowej rozegrano w następujących terminach:
- 1/8 finału – 8–10 i 15–17 kwietnia 2022,
- ćwierćfinały – 6–8 maja 2022,
- półfinały – 13–15 maja 2022,
- finał – 28 maja 2022 na stadionie Stade de Marseille w Marsylii[4]).

### 1/8 finału
Wyniki spotkań:
- I runda:
  - Connacht – Leinster 21:26
  - Bordeaux Bègles – La Rochelle 13:31
  - Sale Sharks – Bristol Bears 9:10
  - Tuluza – Ulster 20:26
  - Stade Français – Racing 92 9:22
  - Exeter Chiefs – Munster 13:8
  - Montpellier – Harlequins 40:26
  - Clermont – Leicester Tigers 10:29
- II runda:
  - Leinster – Connacht 56:20 (awans Leinsteru)
  - Bristol Bears – Sale Sharks 29:35 (awans Sale Sharks)
  - Harlequins – Montpellier 33:20 (awans Montpellier)
  - La Rochelle – Bordeaux Bègles 31:23 (awans La Rochelle)
  - Munster – Exeter Chiefs 26:10 (awans Munsteru)
  - Leicester Tigers – Clermont 27:17 (awans Leicester Tigers)
  - Ulster – Tuluza 23:30 (awans Tuluzy)
  - Racing 92 – Stade Français 33:22 (awans Racingu 92)

### Ćwierćfinały
Wyniki spotkań:
- Munster – Tuluza 24:24, rzuty karne 2:4
- La Rochelle – Montpellier 31:19
- Leicester Tigers – Leinster 14:23
- Racing 92 – Sale Sharks 41:22

### Półfinały
Wyniki spotkań:
- Leinster – Tuluza 40:17
- Racing 92 – La Rochelle 13:20

### Finał
| 28 maja 2022 | Leinster                                  | 21:24(12:7) | La Rochelle                                                                             | Stade Vélodrome, Marsylia Sędzia: Wayne Barnes |
| 28 maja 2022 | Jonathan Sexton 18 (6K), Ross Byrne 3 (K) | 21:24(12:7) | Ihaia West 9 (3pd K), Raymond Rhule 5 (P), Pierre Bourgarit 5 (P), Arthur Retière 5 (P) | Stade Vélodrome, Marsylia Sędzia: Wayne Barnes |
| 28 maja 2022 | Thomas Lavault                            | 21:24(12:7) |                                                                                         | Stade Vélodrome, Marsylia Sędzia: Wayne Barnes |

## Statystyki turnieju
Najwięcej punktów w rozgrywkach – 83 – zdobył Jonathan Sexton z zespołu Leinster. Najwięcej przyłożeń w rozgrywkach – 10 – zdobył jego kolega z drużyny James Lowe. Kolejny gracz z tej samej drużyny, Josh van der Flier, został uznany przez European Professional Club Rugby za najlepszego gracza sezonu.